# 双溪都九
双溪都九，是文莱的极西端，也是砂拉越州美里的最东边城镇，是一个跨国边境城镇，文莱一侧属于马来奕县。双溪都九在马来语中的意思分别为河和七，意译为第七条河。
双溪都九有时也被称为甘榜双溪都九（Kampung Sungai Tujoh），但这个地区实际上没有聚居地和固定居民。而这里只有46名海关、关税和移民局人员居住于此。警察也在这里驻守边界， 以维护国土安全。

## 地理

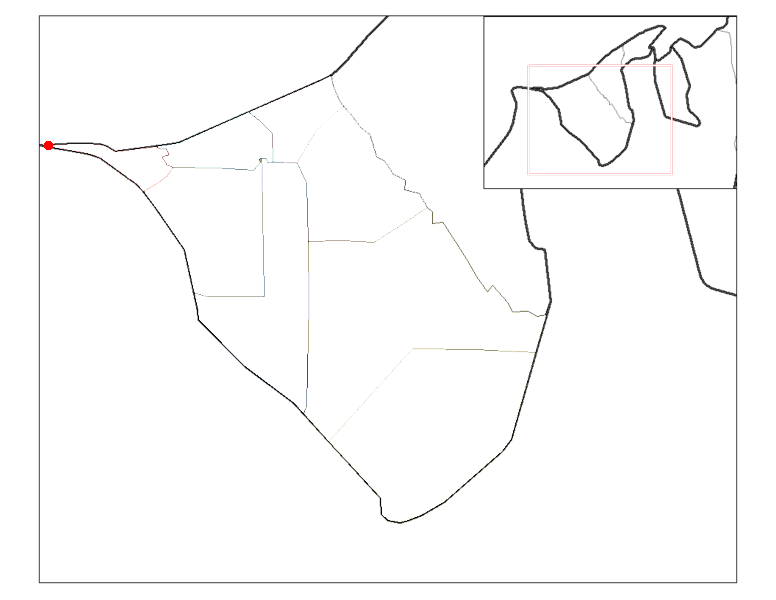
双溪都九于马拉弈县的位置

双溪都九是文莱的最西部的城镇，其中有一部分区域跨越边界位于马来西亚的砂拉越美里的甘榜Rentis。双溪都九北为南中国海，东为双溪Enam村，西南则为马汶两国边界。
这里也是砂拉越和文莱四个关卡中的其中一个，也是马来奕内的唯一一个关卡。其他3个位于临近林梦的汶萊摩拉縣武吉鲁拉（Bukit Lurah）和位于林梦和大老山的淡布隆县Puni和Labu关卡。 .

## 历史
文莱苏丹长期以来坚称双溪都九地区为文莱苏丹国的一部分。1882年，时任文莱苏丹以每年6000美元的价格，把面积达10,000平方英里（30,000平方公里）的峇南河盆地区域卖给砂拉越白人拉惹。
目前，现有的边界是由当时掌控砂拉越（当时为英国殖民地）和文莱（英国的保护国）两区的英国于1958年制定的。 正值20世纪60年代，政府于该地建立了一个关卡，以控制砂拉越美里与文莱的货品商贸和人力流动。自此，该地持续发展，并于2003年在峇南河上建立跨国大桥—东盟桥（ASEAN Bridge）。
2005年，该地首次实施频繁旅行卡（FTC），两国居民可使用大马卡或 Smart IC 作为在两国穿梭的合法证件，无需国际护照。但施行至2013年12月，FTC已停止效用。

## 交通
当地有渡轮服务和Rasau桥和主要道路连接两国11公里长的边境。
这里也有提供从马来奕至关卡的巴士服务。 乘客需要通过当地关卡前往美里，并搭乘另外一个巴士以前往州内其他地区。